# Leptochloa asthenes
Leptochloa asthenes är en gräsart som först beskrevs av Johann Jakob Roemer och Schult., och fick sitt nu gällande namn av Charles Edward Hubbard. Leptochloa asthenes ingår i släktet spretgräs, och familjen gräs. Inga underarter finns listade i Catalogue of Life.